# تخمير (أغذية)
هي عملية تحويل الكربوهيدرات إلى كحول أو أحماض عضوية باستخدام الكائنات الحية الدقيقة (الخمائر أو البكتيريا) في ظروف لاهوائية. التخمير يعني عادةً إظهار تأثير الميكروبات. علم التخمير يُعرف باسم الزيمولوجيا أو الزيمورجي
وتشير أحيانًا بشكل خاص إلى التحويل الكيميائي للسكريات إلى الإيثانول، وإنتاج المشروبات الكحولية تحدث عمليات مماثلة في تخمير الخبز (إنتاج ثاني أكسيد الكربون بواسطة نشاط الخميرة)، وإنتاج حمض اللاكتيك مثل مخلل الملفوف والزبادي، وكذلك في حفظ الأطعمة الحامضة تشمل الأطعمة المخمرة الأخرى التي تُستهلك بشكل شائع الخل والزيتون والجبن. الأطعمة المحلية التي تُحضَّر بالتخمير تشمل أيضًا الفاصوليا والحبوب والخضروات والفواكه والعسل ومنتجات الألبان والأسماك..

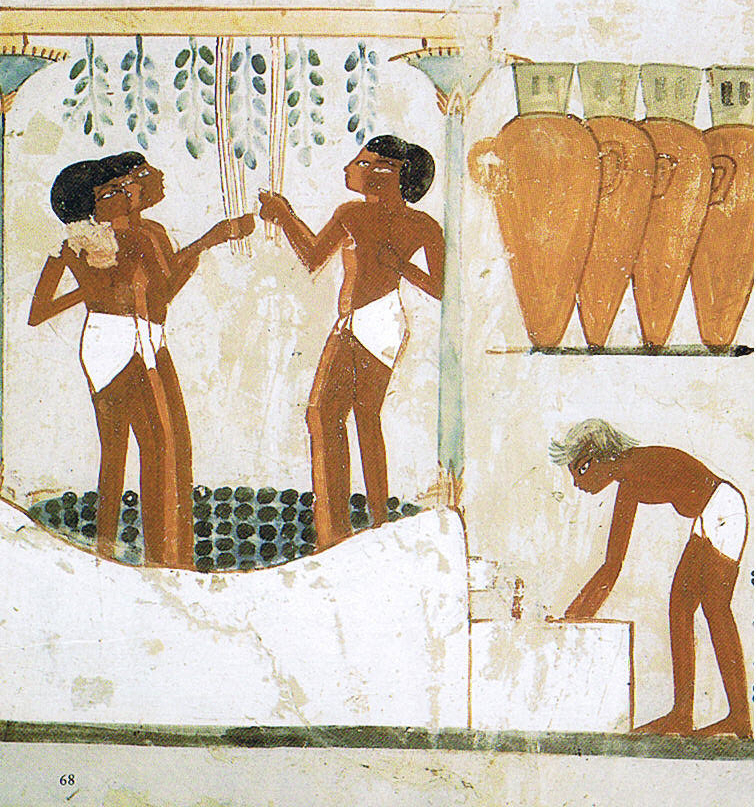
عنب يطحن استخراجا لعصره لصنع الخمر في آنية التخزين. مقبرة ناخت، من فترة الأسرة المصرية الثامنة عشر، طيبة، مصر القديمة

وتعد التخمر أقدم مبدأ أو طريقة لحفظ الغذاء، وهو إنتاج أو تحويل الكربوهيدرات إلى أحماض وكحول، وخميرة. ولكن هذا يتم بشروط معينة وهي أن تحفظ المنتجات تحت ظروف اللاهوائية للمنتجات وتوفّر البيئة المناسبة يصبح الطعام ضد التحلل الميكروبي بحيث لا توجد أي فسفرة تأكسدية للحفاظ على إنتاج أدينوسين ثلاثي الفوسفات بواسطة عملية التحلل. كما يتم تمثيل البيروفات إلى العديد من المركبات المختلفة  في أثناء عملية التخمير. حيث تعبر عملية التخمر اللبني عن إنتاج الحامض اللبني من البيروفات؛ في حين تُعَبِّر عملية التخمر الكحولية عن تحول البيروفات إلى إيثانول وثاني أكسيد الكربون؛ إلا أن عملية التخمير اللبني المغاير هي إنتاج الحمض اللبني (اللاكتيك) بالإضافة إلى الأحماض الأخرى والكحوليات.
تمثل السكريات الركيزة الأكثر شيوعاً لعملية التخمر، ومن أشهر الأمثلة على منتجات عملية التخمر كلٌ من الإيثانول، حمض اللاكتيك، والهيدروجين. على الرغم من ذلك، فهناك الكثير من المركبات الغريبة يمكن إنتاجها بواسطة عملية التخمر والتي منها الأسيتون. تستخدم الخميرة في عملية تخمير (المواد الغذائية) لإنتاج الإيثانول في صناعة البيرة، الخمور والمشروبات الكحولية الأخرى، والتي تسير جنباً إلى جنب مع إنتاج كمياتٍ ضخمةٍ من ثنائي أكسيد الكربون. كما تحدث عملية التخمير في عضلات الثدييات خلال فترات ممارسة النشاطات المكثفة، عندما تصبح مصادر الأكسجين محدودة، مما يؤدي إلى إنتاج حمض اللاكتيك.
تخدم تخمير الطعام خمسة أهداف رئيسية:
تطوير نكهات وروائح وقوامات متنوعة في ركائز الطعام؛ الحفاظ على كميات كبيرة من الطعام من خلال التخمرات اللبنية، الكحولية، الخلّية والقلوية؛ إثراء ركائز الطعام بالبروتينات، الأحماض الأمينية الأساسية والفيتامينات؛ القضاء على المواد المضادة للتغذية؛ وتقليل وقت الطهي واستخدام الوقود المرتبط به

## تخمر الإيثانول
عملية تخمر من البيروفك إلى الإيثانول وثاني أكسيد الكربون. وهذه العملية تلعب دوراً هاماً في صناعة الخبز، وتخمّر الجعة، وكذلك صناعة النبيذ. وغالباً ما يُفضل واحداً من المنتجات؛ فعلى سبيل المثال في صناعة الخبز، يستخرج الكحول من الخبز، وفي إنتاج الكحول، ينطلق ثاني أكسيد الكربون إلى الغلاف الجوي المحيط أو يُسْتَخْدَم لكربنة المشروبات المنعشة. وعندما يكون للبكتين تركيزاً عالياً في المخمر، يتم إنتاج كمياتٍ صغيرةٍ من الميثانول.حيث تلخص المعادلة الكيميائية بالأسفل عملية تخمر الجلوكوز، وصيغته الكيميائية هي كالتالي: C6H12O6 ==
- C6H12O6 → 2C2H5OH + 2CO2

يلاحظ أن الصيغة الكيميائية للإيثانول هي: C2H5OH
حيث قبل وقوع عملية التخمر، يتم تكسير جزيء جلوكوز واحد إلى جزيئين من حمض البيروفك. وتعرف تلك العملية باسم التحلل السكري.

## تاريخه
التخمير الطبيعي يعود إلى ما قبل تاريخ البشرية. منذ العصور القديمة، استفاد الناس من عملية التخمير. أقدم دليل أثري على التخمر هو بقايا بيرة بقوام دقيق الشوفان عمرها 13,000 سنة، وجدت في كهف بالقرب من حيفا في فلسطين. مشروب كحولي آخر مصنوع من الفاكهة والأرز والعسل يعود إلى 7000-6600 قبل الميلاد في قرية جياهو الصينية من العصر الحجري الحديث، وصناعة النبيذ تعود إلى حوالي 6000 قبل الميلاد في جورجيا، وتمتد إلى منطقة القوقاز. تم العثور على جرار عمرها سبعة آلاف عام تحتوي على بقايا النبيذ، والتي تم عرضها مؤخرًا في جامعة بنسلفانيا، من خلال أعمال تنقيب في جبال زاغروس في إيران.  هناك أدلة قوية على أن الناس في بابل كانوا يقومون بتخمير المشروبات الكحولية.   
العالم الكيميائي الفرنسي لويس باستور أسس علم الزيمولوجيا عندما ربط الخميرة بالتخمر في عام 1856  باستور، أثناء دراسته لتخمير السكر بواسطة الخميرة إلى كحول، توصل إلى أن التخمير يتم تحفيزه بواسطة قوة حيوية تُسمى "الخمائر" داخل خلايا الخميرة. يُعتقد أن "الخمائر" تعمل فقط في الكائنات الحية. كتب: "التخمر الكحولي هو فعل مرتبط بحياة وتنظيم خلايا الخميرة وليس بوفاة أو تحلل الخلايا" 
ومع ذلك، من المعروف أن مستخلصات الخميرة يمكنها تخمير السكر حتى في غياب خلايا الخميرة الحية. العالم الألماني وعالم الأحياء الدقيقة إدوارد بوخنر من جامعة هومبولت في برلين، ألمانيا، أثناء دراسته لهذه العملية في عام 1897، وجد أن السكر في الخليط، حتى في غياب خلايا الخميرة الحية، يتم تخميره بواسطة مركب إنزيمي أطلق عليه اسم "زيماز" والذي تفرزه الخميرة.  في عام 1907، حصل على جائزة نوبل في الكيمياء بسبب أبحاثه واكتشافه "التخمير اللاخلوي".
قبل عام، في عام 1906، أدت دراسات تخمير الإيثانول إلى الاكتشاف المبكر لـ NAD+.
في الصين القديمة، تم اكتساب عملية تخمير المكونات بشكل تجريبي أثناء حفظها بالملح، وكانت تُسمى هذه المواد "جيō" (هيسيو).أقدم وثيقة تتحدث عن "جيانغ" (الذي هو أصل أنواع مثل صلصة السمك، صلصة الصويا، ميسو، والمخللات) تعود إلى حوالي القرن الحادي عشر قبل الميلاد في السجلات التاريخية لسلالة تشو، والمعروفة باسم "تشو لاي".يبدو أن استخدام الصلصة في اليابان بدأ في نهاية فترة جومون، ولكن لم يتم إنتاجها بشكل جاد إلا عندما تم نقل طريقة صنعها من الصين وشبه الجزيرة الكورية في فترة حكم إمبراطورية ياماتو.